# 日本保守党 (2021-)
日本保守党（にっぽんほしゅとう、英語: CONSERVATIVE PARTY of NIPPON）は、日本の国政ではない政治団体である。「元祖日本保守党」の表記もある。過去につばさの党の黒川敦彦と連携していたことがある。

## 党史
2021年5月27日に元海上自衛官である石濱哲信が設立した。設立の理由は、石濱が自公連立政権や日本維新の会に危機感を抱いたためである。
2023年に百田尚樹を党首とする同名の「日本保守党」が結成された際には抗議し、それ以降、「元祖 日本保守党」とアピールするようになった。
2024年の第50回衆議院議員総選挙に元NHK党出身で元草加市議の河合悠祐など2名の候補者を立てたが、どちらも選挙区最下位で落選し、議席獲得とはならなかった。
2025年1月26日に投開票された戸田市議会員選挙において、河合がトップ当選を果たす。これにより、河合は副党首に就任した。
2025年のさいたま市長選挙では公認した西内聡雄が5万5395票を得るも、17万7217票を得た現職の清水勇人に3倍以上の大差をつけられ3位で落選した。
2025年6月の東京都議会議員選挙では杉並区選挙区に元杉並区議会議員の佐々木千夏を擁立した。同選挙では国政政党の日本保守党も候補を擁立していたため話題となったが、共に落選した。
2025年7月の第27回参議院議員通常選挙では、党首の石濱が埼玉県選挙区から出馬し12万9130票を獲得したが、定数4人に対し15人中9位で落選した。同選挙では、埼玉県選管が国政政党の日本保守党との区別するため投票所の記載台の候補者一覧での所属政党・政治団体名が「日本保守党(石濱哲信)」とされたり、同選挙区で出馬した他党の候補者(落選)がポスターに勝手に党公認と記載するなど混乱する事態となった。
2025年７月25日、副党首の河合が自身のYoutubeチャンネルにて離党した事を報告。これにより党所属の地方議員が消滅した。

## 組織
| 党首       | 石濱哲信 |
| 副党首     |          |
| 会計責任者 | 高橋易資 |

### 歴代党首
| 代 | 写真 | 人物名   | 在任期間             |
| -- | ---- | -------- | -------------------- |
| 1  |      | 石濱哲信 | 2021年5月27日 - 現職 |